# Анна Петрович-Негош
Анна Петрович-Негош (Ana Petrovic-Njegoš; 18 серпня 1874 — 22 квітня 1971), у шлюбі Баттенберг — чорногорська принцеса, шоста донька та сьома дитина чорногорського князя Ніколи І та королеви Милени Вукотіч. Дружина німецького принца з роду Баттенбергів, Франца Йосипа Батенберга, сестра російських Великих княгинь Анастасії Черногорської і Міліци Негош-Петрович, а також королеви Італії, Олени Негош Петрович. Анонімна композиторка.

## Дитинство та родина

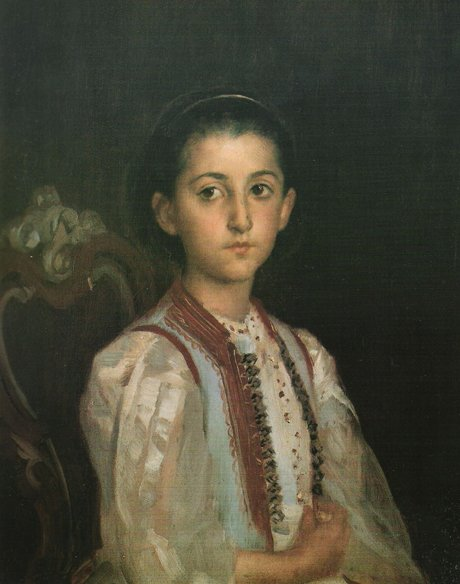
Портрет принцеси Анни в дитинстві

Народилася 18 серпня 1874 року в родині чорногорського князя Ніколи І і княгині Мілени Вукотіч. Анна росла та виховувалася в інтелігентному та культурному середовищі. Анна народилася, коли йшла чорногорсько-турецька війна, результатом якої стало визнання суверенітету Чорногорії, а також значні територіальні прирощення. Дитинство Анни проходило в місті Цетинє, в оточенні братів та сестер. Спочатку вона виховувалася в родинному палаці, потім, як і її сестри, переїхала в Росію здобувати освіту.

## Шлюб
Відомість та вплив батькові Анни принесли династичні шлюби її братів і сестер. Їх княгиня Мілена народила 12. Олена в 1896 році одружилася зі спадковим принцом Італії, який в 1900 році став королем під ім'ям Віктор-Емануїл ІІІ. Брат Анни, спадковий принц Данило, одружився з принцесою Юттою Макленбург-Стреліцькою. Старша сестра Зорка стала дружиною принца Сербії Петра І Карагеоргійовича, який в 1903 році став королем. Сестри Міліця та Анастасія одружилися з внуками Російського імператора Миколи І та стали членами імператорського дому Романових.
У 1897 році Анна вирушила у подорож до Франції, де гостювала у своєї сестри Міліці, російської великої княгині, та її чоловіка, Петра Миколайовича. Там вона зустріла принца Баттенберзького, Франца Йосипа Баттенберга, який також був гостем Петра. В Ла-Турбі, в регіоні Прованс, Аліса Баттенберг, принцеса Анна, Франц Йосип та інші вирушили на післяобідню прогулянку. Однак коли більша частина компанії повернулася назад, щоб подивитися на камеру-обскуру, Анна та Франц Йосип зникли.
Через деякий час брат Франца Йосипа, Луї Баттенберг, проголосив заручини Анни та Франца. Родина Баттенбергів була проявом морганатичного шлюбу, і хоча у неї був нижчий статус, ніж у інших аристократичних родин, вона мала тісні зв'язки з Великою Британією, бо принц Генріх був одружений з принцесою Об'єднаного Королівства Беатрисою, молодшою донькою Вікторії. Баттенберги були відомі через свій гарний вигляд, вишуканість та, головне, відсутність політичних суперечностей, що дозволило їм стати фаворитами Корони.
Анна та Франц отримали дозвіл королеви Вікторії та російського суду, щоб вступити в шлюб. 18 травня 1987 року в присутності усієї родини, вони побралися в Цетинє, Чорногорія.

## Подальше життя
Чоловік Анни був полковником у болгарській кінноті, тоді як його старший брат Олександр був суверенним Принцом Болгарії до 1886 року. Франц користувався повагою не лише Королеви Вікторії, але й імператора Миколи ІI та імператриці Олександри Федорівни; як кажуть, вони дали Анні один мільйон рублів як посаг.
Про Анну Петрович-Негош казали, що вона була «надзвичайно жива, висока і гарна». Щасливе подружжя не мало дітей. Анна і Франц були дуже популярні у своїх родинах. Коли вони одружились, Франц, за чутками, був обраний як генерал-губернатор на острові Крит.
До Першої світової війни вони жили в Дармштадті, а після переїхали в нейтральну Швейцарію. До того часу фінансове становище родини стало критичним; в серпні 1916 року Франц описував його як «жахливе». Анна почала анонімно писати та продавати музичні твори, які отримували фінансовий успіх. Дохід від цих музичних творів давав необхідні ресурси для проживання подружжя. Під час роботи над оперою в 1899 році Анна взяла велике інтерв'ю у відомого італійського композитора П'єтро Масканьї в королівському палаці Неаполя, оскільки хотіла порадитися з ним з музичних питань. Сестра Анни, принцеса Італії Олена, забезпечила їм зустріч.

## Смерть
З 1917 року англійський король відмовився від усіх німецьких титулів, включаючи титул принца Баттенберг. Франц не відмовився від титулу та був єдиним принцом в родині, який продовжував бути Батенбергом. Він помер 31 липня 1924 року поблизу Монтре, Швейцарія. 
Анна Петрович-Негош померла в 1971 році в віці 96 років, переживши усіх своїх братів та сестер.

## Титули
- 18 серпня 1874 — 18 травня 1897: Її Світлість Принцеса Чорногорська

- 18 травня 1897 — 22 квітня 1971: Її Світлість Принцеса Баттенберг